# Jeyaraj Fernandopulle

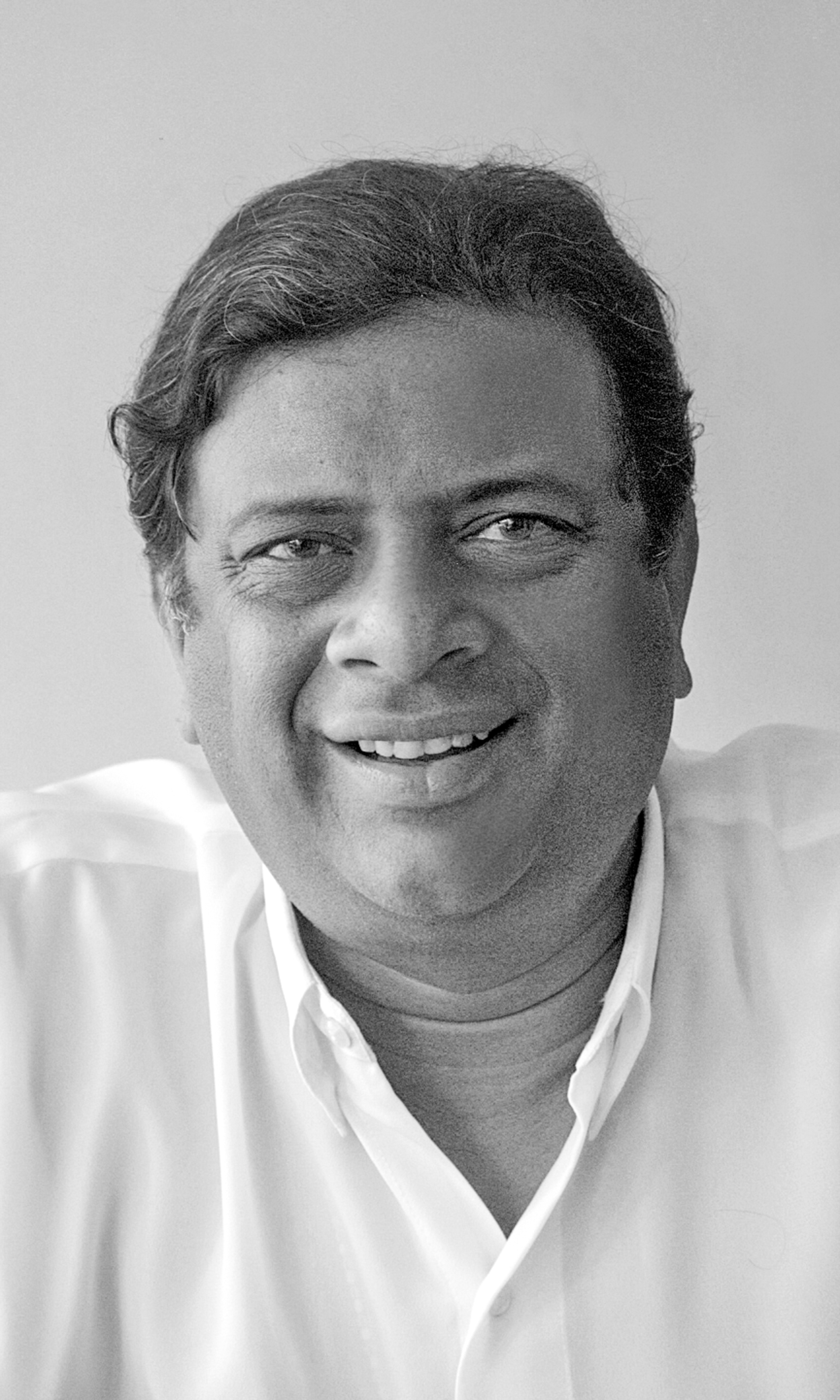
Jeyaraj Fernandopulle

Jeyaraj Fernandopulle (* 11. Januar 1953 in Kochchikade; † 6. April 2008 in Weliveriya) war ein sri-lankischer Politiker.

## Leben
Jeyaraj Fernandopulle erhielt seine Schulausbildung im Ave-Maria Convent und Maris Stella College in Negombo. 1972 wurde er Lehrer für Mathematik und Naturwissenschaften an einer Schule in Welihena. 1974 begann Fernandopulle ein Rechtswissenschaftsstudium. 1975 wurde er Sekretär der Sri Lanka Freedom Party in seinem College und 1977 verließ er dieses, mit der Berechtigung, als Rechtsanwalt tätig zu sein. Nach seinem Studium arbeitete er zuerst im Magistratsgericht und dann im Hohen Gericht von Negombo. 1989 kandidierte er für die Sri Lanka Freedom Party im Gampaha-Distrikt und konnte einen Sitz im Parlament erringen, und auch in den nachfolgenden vier Legislaturperioden konnte er stets in das Parlament einziehen.
1997 wurde er zum Minister für Planeinführung und Parlamentsangelegenheiten (Plan implementation and parliamentary affairs). Im Jahr 2000 wurde er Minister für zivile Luftfahrt, Tourismus und christliche Religionsangelegenheiten (Minister of Civil Aviation, Tourism and Christian Religion Affairs). 2004 wurde er zum Minister für Handel, Wirtschaft und Verbraucherangelegenheiten (Minister of Trade, Commerce, Consumer affairs). Im Jahr darauf wurde er Minister für Handel, Wirtschaft, Verbraucherangelegenheiten und Marketingentwicklung (Minister of Trade, Commerce, Consumer affairs & Marketing Development). Weiterhin wurde er Minister für Landstraßen (Minister of Highways). Jeyaraj Fernandopulle starb am 6. April 2008 bei einem Selbstmordanschlag. Er war Vater von zwei Kindern.